# Municipio de Price (Pensilvania)
El municipio de Price  (en inglés: Price Township) es un municipio ubicado en el condado de Monroe, en el estado estadounidense de Pensilvania. En el año 2000, tenía una población de 2.649 habitantes y una densidad poblacional de 40,8 personas por km².

## Geografía
El municipio de Price se encuentra ubicado en las coordenadas 41°10′00″N 75°09′59″O / 41.16667, -75.16639.

## Demografía
Según la Oficina del Censo, en el año 2000 los ingresos medios por hogar en la localidad eran de $50.213 y los ingresos medios por familia, de $52.500. Los hombres tenían unos ingresos medios de $38.648 frente a los $25.167 para las mujeres. La renta per cápita para la localidad era de $19.244. Alrededor del 5,3% de la población estaba por debajo del umbral de pobreza.